# Xã Havelock, Quận Chippewa, Minnesota
Xã Havelock (tiếng Anh: Havelock Township) là một xã thuộc quận Chippewa, tiểu bang Minnesota, Hoa Kỳ. Năm 2010, dân số của xã này là 181 người.